# If You Asked Me To
«If You Asked Me To» es una canción de Céline Dion que se lanzó como el segundo sencillo de su álbum de estudio homónimo en 1992. Producida por Guy Roche, se estrenó en Canadá y Estados Unidos en abril de 1992 y más tarde ese mismo año en el resto del mundo. El sencillo incluye una cara B que no está en el álbum, «Love You Blind», escrita por Sheryl Crow y Jay Oliver, y producida por Walter Afanasieff. Posteriormente, «If You Asked Me To» se incluyó en las versiones norteamericanas de los álbumes de grandes éxitos de Dion, All the Way… A Decade of Song (1999) y My Love: Essential Collection (2008).

## Recepción de la crítica
El editor principal de AllMusic, Stephen Thomas Erlewine, nombró a «If You Asked Me To» como una de las canciones destacadas del álbum, junto con «Beauty and the Beast» y «Love Can Move Mountains». Un editor de Billboard la calificó como una balada «exuberante» y «dramática». Otro editor, Larry Flick, escribió que Dion reinterpretó el éxito de Patti LaBelle «con resultados muy positivos». Afirmó que «ella demuestra que está en camino de desarrollar un estilo vocal fino y distintivo». Clark y DeVaney de Cashbox señalaron: «Ahora que el mundo sabe quién es esta cantante canadiense», viendo la canción como «poderosa y emocional». El Dayton Daily News dijo que es «inquietantemente hermosa». Dave Sholin del Gavin Report sintió que Dion «merece todos los elogios que ha recibido en los últimos años, y seguramente su interpretación de esta emotiva balada de Diane Warren [...] la lleva a un nuevo nivel». Otros editores, Rufer y Fell, afirmaron que la cantante «la hace fresca y única». Geoff Edgers de Salon Magazine escribió que «If You Asked Me To», «con los gemidos, súplicas y gritos de llévame de Dion, funciona cuando se reevalúa como un trozo de soul moderno tan digno como cualquier cosa grabada por Whitney Houston o Mariah Carey». Jonathan Bernstein de Spin declaró que la canción es «sensacional», añadiendo que «demuestra que la astringencia, urgencia y franqueza pueden ganar sobre la homogeneidad, artificio e insinceridad, pero un buen gancho de Diane Warren vive para siempre».

## Rendimiento comercial
El sencillo fue un éxito en Estados Unidos y Canadá. «If You Asked Me To» alcanzó el número cuatro en el Billboard Hot 100 de Estados Unidos y tuvo aún más éxito en la lista Billboard Adult Contemporary, donde pasó tres semanas en el número uno. También en Canadá, alcanzó el número uno. El sencillo tuvo un éxito moderado en otros lugares. «If You Asked Me To» se lanzó dos veces en el Reino Unido: la primera vez en junio de 1992, cuando alcanzó el número 60, y la segunda vez en diciembre de 1992, cuando llegó al número 57.

## Vídeo musical
El video musical de la canción fue dirigido por Dominic Orlando y filmado en Chatsworth y Hollywood, Los Ángeles. Se lanzó en abril de 1992 y se incluyó posteriormente en la colección de videos en DVD de Dion de 2001, All the Way… A Decade of Song & Video.
En el video, Dion interpreta la canción en una mansión. Al principio, está sentada sola en una habitación, junto a una gran ventana. Una escena muestra una mano acariciando su mejilla. En otras escenas, está vestida con un vestido blanco y rodeada de espejos. Algunas escenas al aire libre también muestran a Dion mientras camina fuera de la casa. Cuando el video termina, un hombre la abraza mientras ella está sentada en su habitación.

## Premios
En 1993, «If You Asked Me To» ganó un premio ASCAP Pop Award por ser una de las canciones más interpretadas en Estados Unidos. También fue nominada para el Billboard Music Award en la categoría de «Hot Adult Contemporary: Canción del año» y al Juno Award en la categoría de «Canción del año» (este último fue ganado por «Beauty and the Beast» de Dion). About.com colocó la canción en el número uno de su ranking de «Top 10 Celine Dion Songs» en 2017, describiéndola como una «gran balada de tempo medio».

## Gráficos
| Listas (1992)                              | Máxima posición |
| ------------------------------------------ | --------------- |
| Australia (ARIA)                           | 52              |
| Canadá (RPM Top Singles)                   | 1               |
| Canadá (The Record Retail Singles)         | 3               |
| Canadá (The Record Contemporary Hit Radio) | 1               |
| Países Bajos (Dutch Top 40)                | 27              |
| Países Bajos (Mega Single Top 100)         | 28              |
| Nueva Zelanda (Recorded Music NZ)          | 26              |
| Quebec (ADISQ)                             | 1               |
| Reino Unido (UK Singles Chart)             | 57              |
| Estados Unidos (Billboard Hot 100)         | 4               |
| Estados Unidos (Adult Contemporary)        | 1               |